# Región Harar
Harari (Amárico: ሐረሪ) es una de las nueve divisiones étnicas (kililoch) de Etiopía, es la tierra ancestral de la etnia harar y es la única región etíope donde la mayoría de su población vive en zonas urbanas. Antes llamada Región 13, su capital es Harar Jugol y la región cubre la ciudad y sus alrededores. La región Harar es el estado más pequeño de Etiopía tanto en superficie como en población y se encuentra enclavada dentro de Oromia.
El harar y el oromo son los dos idiomas oficiales de la región.
La Liga Nacional Harar ocupa en la actualidad el gobierno del estado.

## Demografía
De acuerdo al censo de 2007, realizado por la Agencia Central de Estadística de Etiopía, la Región Harar tiene una población total de 183 344 habitantes, de los cuales 92 258 son varones y 91 086 mujeres. Con una superficie estimada de 311,25 km², tiene una densidad estimada de 589,05 habitantes por kilómetro cuadrado. 
En dicho censo, en la región se contaron 46 169 hogares, lo que da un promedio de 3,9 personas en un hogar. Los hogares urbanos tienen en promedio de 3,4 personas y los hogares rurales de 4-6 personas. Grupos étnicos en la región incluyen: oromo (56,41 %), amhara (22,77 %), harar (8,65 %), gurage (4,34 %), y argoba (1,26 %). 
La composición religiosa de la población de la región es: un 69 % musulmanes, un 27,1 % cristianos ortodoxos, 3,4 % protestantes, 0,3 % católicos y 0,2 % otros.
Según el censo anterior, realizado en 1994, la población de la región era de 131 139. En el momento del censo, 76 378 personas vivían en zonas urbanas, mientras que 54 761 vivían en zonas rurales. 
Según el CSA, a partir de 2004, el 73,28 % de la población total tenía acceso a agua potable, de los cuales 39,83 % eran habitantes rurales y 95,28 % la población urbana. Los valores de otros indicadores comunes informaron que el nivel de vida para la región de Afar, a partir de 2005, muestra que la alfabetización de adultos para los hombres es de 78,4 % y 54,9 % para las mujeres, y tasa de mortalidad infantil es de 66 muertes por cada 1000 nacidos vivos, que es inferior al promedio nacional de 77; al menos la mitad de estas muertes ocurrieron el primer mes de vida.